# Émile Daeschner

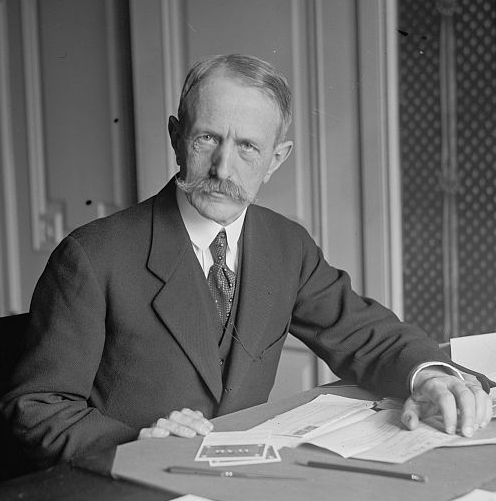
Émile Daeschner

Nosky Georges Henri Émile Daeschner (* 3. Januar 1863 in Paris; † 13. Dezember 1928 ebenda) war ein französischer Diplomat, zuletzt im Rang eines Botschafters. 1925 vertrat er sein Land in den USA.

## Leben

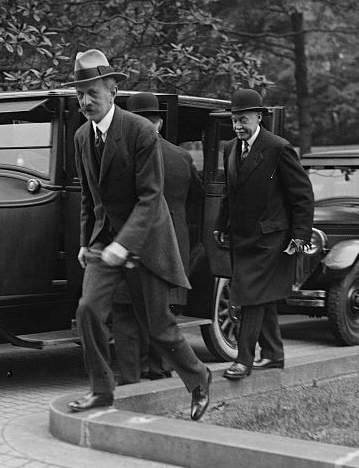
Émile Daeschner (links) Pierre de Chambrun, Fotografie vom 24. September 1925

Émile Daeschner trat 1895 in den diplomatischen Dienst  ein.
Daeschner leitete die Regierungskabinette von Maurice Rouvier sowie das von Léon Bourgeois und war 1920 französischer Gesandter in Bukarest. Ende Januar 1925 übergab Émile Daeschner sein Akkreditierungsschreiben Calvin Coolidge.
Bei der Washingtoner Flottenkonferenz vom  12. November 1921 bis zum 6. Februar 1922 wurden zwei Verträge über das Verhalten gegenüber China unterzeichnet. Das französische Parlament hatte als letztes die Verträge ratifiziert und Emil Daeschner hinterlegte Mitte August 1925, zusammen mit den Botschaftern aus Japan, Italien, Großbritannien, Belgien, Niederlande, USA, China zwei völkerrechtliche Verträge von neun Staaten.
Am 24. September 1925 begleitete er Pierre de Chambrun, welcher mit Joseph Caillaux mit dem US-Finanzminister Andrew W. Mellon über eine Umschuldung von Zahlungsverpflichtungen aus dem Ersten Weltkrieg verhandelte.
Émile Daeschner erhielt 1925 die Ehrendoktorwürde der Fakultät Rechtswissenschaft der Syracuse University und wurde Ehrenmitglied der New York State Society of the Cincinnati.